# Hôtel de Camus
L'hôtel de Camus est un hôtel particulier situé à Besançon dans le département du Doubs.
La façade sur rue et sa toiture correspondante, l'escalier intérieur avec sa cage et sa rampe en fer forgé, l'antichambre, la chambre blanche, le salon et la chambre rouge font l’objet d’une inscription au titre des monuments historiques depuis le 2 janvier 1986.

## Localisation
L'édifice est situé au 2 rue des martelots dans le secteur de La Boucle de Besançon.

## Histoire
En 1782 l'hôtel est construit par l'architecte bisontin Claude Joseph Alexandre Bertrand pour le président du parlement de Besançon, Béatrix-Antoine-Ignace de Camus.
En 1862 l'édifice est acheté par les Sœurs de la Charité.